# Gmina Ravno
Gmina Ravno (boś. Općina Ravno) – gmina w Bośni i Hercegowinie, w kantonie hercegowińsko-neretwiańskim. W 2013 roku liczyła 3219 mieszkańców.